# Omar Ali Saifuddien III
Omar Ali Saifuddien III (urodzony jako Al-Marhum Kebawah Duli Yang Maha Mulia Maulana Paduka Seri Begawan Sultan Haji Sir Omar Ali Saifuddien Sa'adul Khairi Waddien III CGVO, KCMG; ur. 23 września 1914 w Istana Kota, Kampong Sultan Lama, Brunei Town (obecnie Bandar Seri Begawan)  – zm. 7 września 1986) – 28. sułtan Brunei od 1950 do 1967 roku, kiedy abdykował. Był również wcześniej pierwszym ministrem obrony kraju oraz poetą. Nazywany Architektem Nowoczesnego Brunei, Królewskim Poetą czy Ojcem Niepodległości.
Był drugim synem Muhammada Jamalula Alama II, sułtana od 1906 do 1924, a na tron wstąpił po swoim bracie, Ahmadzie Tajuddinie, panującym w latach 1924-50. Za swego panowania objął systemem bezpłatnej edukacji cały kraj, dotował rozwój rolnictwa i dostęp do wody i elektryczności dla mieszkańców. W 1959 roku wprowadził konstytucję, pomimo brytyjskiego zwierzchnictwa gwarantującą pierwszeństwo islamowi i językowi malajskiemu. Z jego inicjatywy wzniesiono m.in. meczet jego imienia. Sułtan do lat 60. był rzecznikiem przystąpienia Brunei do Federacji Malajskiej. W grudniu 1962 roku odbyło się wsparte przez Indonezję powstanie antykolonialne i antymalezyjskie które zostało stłumione przez wojsko sułtana z pomocą Wielkiej Brytanii. Powstanie skłoniło sułtana do rezygnacji z dotychczasowego pomysłu przystąpienia do Federacji. 
Przyczynił się do uzyskania przez Brunei niepodległości, które nastąpiło w 1984, już po jego rezygnacji. W 1967 roku po siedemnastu latach panowania zrezygnował na rzecz najstarszego syna, 19-letniego Hassanala Bolkiaha. Zmarł w 1986 roku.